# Microphaea acidaliata
Microphaea acidaliata là một loài bướm đêm trong họ Noctuidae.